# محتمل المحلين
محتمل المحلين عند البلغاء هو أن يأتي الشاعر بلفظة أو بيت بحيث يمكن أن يكون محلا لوقف الكلام واستئنافه.

## أمثلة

### فارسية
ستون سنگ که گویند چون است 

بگویم راست کوهی بیستون است
ترجمةالعمود الحجري الذي يقولون كيف هو،

أقول صحيح فالجبل بلا عمود.